# Királyok királya-szobor
A Királyok királya-szobor (King of Kings) Jézust ábrázoló műalkotás volt az Ohio állambeli Monroe városa közelében, az Amerikai Egyesült Államokban. A 19 méter magas, 7 tonnás műalkotást 2010. június 15-én villámcsapás érte, amelytől meggyulladt és leégett.
A Brad Coriell által tervezett szobor 2004 szeptemberében készült el. A műalkotás egy fémvázból, hungarocell belső részből és egy vékony üvegszálas műanyagrétegből állt. A villámcsapás és az ezt követő tűzeset után csupán a fémváz maradt hátra.
A szobor helyén két évvel később, 2012 szeptemberében új Jézus-szobrot állítottak fel, a Lux Mundi (A világ világossága) elnevezésűt.

## Külső hivatkozások
- A Solid Rock Church egyház weblapja. [2014. november 6-i dátummal az eredetiből archiválva]. (Hozzáférés: 2012. október 1.)
- Képek a szoborról